# Адрар (покрајина)
Адрар (арап. ولاية أدرار), једна је од 48 покрајина у Народној Демократској Републици Алжир. Покрајина се налази у југозападном делу земље у појасу пустиње Сахаре.
Покрајина Адрар покрива укупну површину од 424.948 km² и има 402.197 становника (подаци из 2008. године). Највећи град и административни центар покрајине је град Адрар.